# Castleford (Idaho)
Castleford is een plaats (city) in de Amerikaanse staat Idaho en valt bestuurlijk gezien onder Twin Falls County.

## Demografie
Bij de volkstelling in 2000 werd het aantal inwoners vastgesteld op 277.
In 2006 is het aantal inwoners door het United States Census Bureau geschat op 273, een daling van 4 (-1,4%).

## Geografie
Volgens het United States Census Bureau beslaat de plaats een oppervlakte van
0,2 km², waarvan 0,2 km² land.

## Plaatsen in de nabije omgeving
De onderstaande figuur toont nabijgelegen plaatsen in een straal van 36 km rond Castleford.